# مانويل فيرا فاسكيز
مانويل فيرا فاسكيز (بالإسبانية: Manuel Vera Vázquez)‏ هو مجدف إسباني، ولد في 13 أكتوبر 1960 في إشبيلية في إسبانيا.

## وصلات خارجية
- مانويل فيرا فاسكيز على موقع الاتحاد الدولي للتجديف (الإنجليزية)
- مانويل فيرا فاسكيز على موقع اللجنة الأولمبية الدولية (الإنجليزية)
- مانويل فيرا فاسكيز على موقع أوليمبيديا (الإنجليزية)
- مانويل فيرا فاسكيز على موقع اللجنة الأولمبية الإسبانية (الإسبانية)